# Liste der Kulturgüter in Oberkirch
Die Liste der Kulturgüter in Oberkirch enthält alle Objekte in der Gemeinde Oberkirch im Kanton Luzern, die gemäss der Haager Konvention zum Schutz von Kulturgut bei bewaffneten Konflikten, dem Bundesgesetz vom 20. Juni 2014 über den Schutz der Kulturgüter bei bewaffneten Konflikten sowie der Verordnung vom 29. Oktober 2014 über den Schutz der Kulturgüter bei bewaffneten Konflikten unter Schutz stehen.
Objekte der Kategorien A und B sind vollständig in der Liste enthalten, Objekte der Kategorie C fehlen zurzeit (Stand: 1. Januar 2023).

## Kulturgüter
| Foto | | Objekt                                                                                          | Kat. | Typ | Standort        | Beschreibung |
| ---- | --- | ----------------------------------------------------------------------------------------------- | ---- | --- | --------------- | --- |
| ja   | Datei hochladen | Sempachersee, neolithisch-bronzezeitliche Pfahlbaufundstellen KGS-Nr.: 16554                    | A    | F   | 653588 / 222455 | Objekt liegt auf dem Gemeindegebiet von Oberkirch, Eich (KGS-Nr. 16556), Neuenkirch (KGS-Nr. 16558), Nottwil (KGS-Nr. 16555), Schenkon (KGS-Nr. 16553), Sempach (KGS-Nr. 16557) und Sursee (KGS-Nr. 16552). |
| BW   | Datei hochladen | Ober St. Margreten, römischer Gutshof KGS-Nr.: 17152                                            | B    | F   | 651655 / 221684 | Objekt liegt auf dem Gemeindegebiet von Oberkirch und Nottwil (KGS-Nr. 17151). |
| BW   | Datei hochladen · Wikidata zu Römischer Gutshof / hallstattzeitliche und frühmittelalterliche Gräber Unterhof (Q120700433) | Unterhof, römischer Gutshof / hallstattzeitliche und frühmittelalterliche Gräber KGS-Nr.: 17153 | B    | F   | 650795 / 223478 | |